# Fuso (nautica)
Il fuso, nelle imbarcazioni a propulsione eolica, è l'albero su cui si inferiscono le vele quadre.
Ciascuno di essi ha normalmente tre componenti:
- il fuso maggiore di maestra (ovvero tronco di maestra), costituito dall'albero di gabbia, dall'alberetto di maestra e dal gran velaccio. È incassato nella parte centrale del bastimento
- il fuso maggiore di mezzana inferiore (ovvero tronco di mezzana), a sua volta costituito dall'albero di contro-mezzana e dall'alberetto di mezzana o di belvedere. È incassato nella parte poppiera del bastimento
- tronco o fuso maggiore di trinchetto, costituito dall'albero di parrocchetto, dall'alberetto di trinchetto o di velaccino. È incassato nella parte prodiera dell'imbarcazione.